# Basileuterus hypoleucus
Basileuterus hypoleucus, "vitbukig skogssångare", är en fågelart i familjen skogssångare inom ordningen tättingar. Den betraktas oftast som underart till guldkronad skogssångare (Basileuterus culicivorus), men urskiljs som egen art av Birdlife International och IUCN.
Den förekommer i lågt liggande delar av östra Bolivia, nordöstra Paraguay och sydöstra centrala Brasilien. IUCN kategoriserar arten som livskraftig.